# Antonio Alberti
Pour les articles homonymes, voir Alberti.
Ne doit pas être confondu avec Antonio Barbalunga.
Antonio Alberti ou Antonio Alberti da Ferrara (né entre 1390/1400 à Ferrare, dans l'actuelle Émilie-Romagne, alors dans le duché de Ferrare et mort à Urbino en 1449) est un peintre italien de la Renaissance actif au début du XVe siècle, de 1423 à 1449.

## Biographie
Antonio Alberti, était élève d'Agnolo Gaddi. Il travailla au Château d'Este à  Ferrare, ainsi qu'à San Francesco à Urbino et à Città di Castello.
En 1422 il se rend à Pérouse afin de réaliser des travaux commandés par Braccio da Montone et, l'année suivante, à Urbino où il séjourne pendant une longue période et décore l'église San Francesco, travaux remarqués par Giorgio Vasari.
Il est aussi actif dans d'autres villes des Marches, comme Urbania et Talamello.

## Œuvres
- Vierge à l'Enfant et Saints, triptyque, Galleria Nazionale delle Marche, Urbino
- Vierge à l'Enfant et Saints (polyptyque de san Donato) (1439), Galleria Nazionale delle Marche,
- Crucifixion, Galleria Nazionale delle Marche,
- Sainte Agathe, tableau, Museo diocesiano, Urbania
- Madonna del Latte, tableau à fond d'or de 96 × 48 cm[3], Museo diocesiano, Urbania[4]
- Il ritrovamento e l'esaltazione della croce, Museo diocesiano, Urbania
- Fresques (1437), Cella  du cimetière, Talamello[5]
- Fresques, voûte de La Chapelle Farfense (1425), chiesa di San Francesco, Montegiorgio[6]
- Scènes de vie de saint Antoine abbé, église San Domenico,  Città di Castello,
- Scènes de vie de saint Jean, pinacothèque,  Ferrare.